# Панозеро (озеро)
Па́нозеро (карел. Paanajärvi) — озеро в Медвежьегорском районе Республики Карелии, относится к бассейну Белого моря. Имеет сложную форму, его длина вместе с длинным и узким заливом в северной части достигает 15,6 км. Наибольшая ширина — 4,8 км. Площадь озера — около 16 км², до образования водохранилища на Сегозере составляла 1,9 км². Площадь водосбора — 3690 км².

## География
Соединяется узким протоком с озером Сегозеро. В Панозеро впадают реки Лужма и Перти. На озере есть множество островов, самый крупный расположен в центральной части. Средняя глубина около 4 м, максимальная — 8 м.
В озере водятся щука, плотва, окунь, лещ, язь, ряпушка, налим. Изредка встречаются и другие виды рыб, которые заплывают из Сегозера (например, хариус). Через озеро на нерест проходит озёрный карельский лосось — пресноводная форма сёмги (ловить его в это время запрещено).
Для рыбалки озеро Панозеро не слишком интересно, разве что его северная часть (длинный залив) может представлять определённый интерес, но добраться туда можно только на лодке.

## История
Панозеро возникло в 1957 году, после строительства плотины в истоке реки Сегежи, превратившей соседнее Сегозеро в водохранилище, когда уровень воды в прилегающих водоёмах был поднят на 6,3 м.